# Pelanodiadema
Pelanodiadema is een geslacht van uitgestorven zee-egels uit de familie Pelanechinidae.

## Soorten
- Pelanodiadema oolithicum Hess, 1972 †